# Nasser Kamel
Nasser Kamel (en arabe ناصر كمال), né en juillet 1959, est un diplomate de carrière égyptien. Ambassadeur d'Égypte à Paris de 2006 à 2012, il est ensuite ambassadeur à Londres de 2014 à 2018. Il devient secrétaire général de l'Union pour la Méditerranée en juin 2018.

## Biographie
Nasser Kamel étudie les sciences politiques à l'Université libre de Bruxelles et la Faculté des sciences économiques et politiques de l'Université du Caire dont il est diplômé en 1981. 
Il est également titulaire d'un master en administration publique internationale de l'ENA.
Il rejoint le service diplomatique égyptien en 1981, où il occupe différents postes au siège du ministère des Affaires étrangères au Caire. De 1983 à 1984, il travaille comme attaché au sous-secrétariat aux affaires politiques et comme fonctionnaire politique et économique au cabinet du ministre des Affaires étrangères de 1988 à 1990. 
De septembre 1998 à septembre 1999, Nasser Kamel occupe le poste de sous-ministre adjoint pour les affaires économiques internationales, ce qui l'amène à représenter l'Égypte dans un certain nombre de projets de coopération économique en Afrique. Nasser Kamel sert dans d'autres postes diplomatiques égyptiens à l'étranger, notamment à Washington, D.C. (1984-1988), à Lisbonne (1990-1994) et à Tunis (1994-1998). Il est chef de mission adjoint à Bruxelles (1999-2001) et à Paris (2001-2004).
De 2004 à 2006, Nasser Kamel dirige le service d'information d'État (SIS) au Caire, où il était chargé de coordonner la stratégie de communication du gouvernement et de superviser le travail des bureaux de presse égyptiens dans les ambassades d'Égypte.
De 2006 à 2012, il est ambassadeur d'Égypte en France. Il est ensuite ministre adjoint des Affaires étrangères pour les affaires arabes et du Moyen-Orient, poste qu'il occupe jusqu'à sa nomination comme ambassadeur d'Égypte au Royaume-Uni en septembre 2014, où il reste jusqu'en juin 2018.
Il est ensuite nommé secrétaire général de l'Union pour la Méditerranée, où il succède à Fathallah Sijilmassi, ancien ambassadeur du Maroc à Paris.

## Distinctions
- Grand Officier de l'Ordre national du Mérite[3].